# Szkody łowieckie

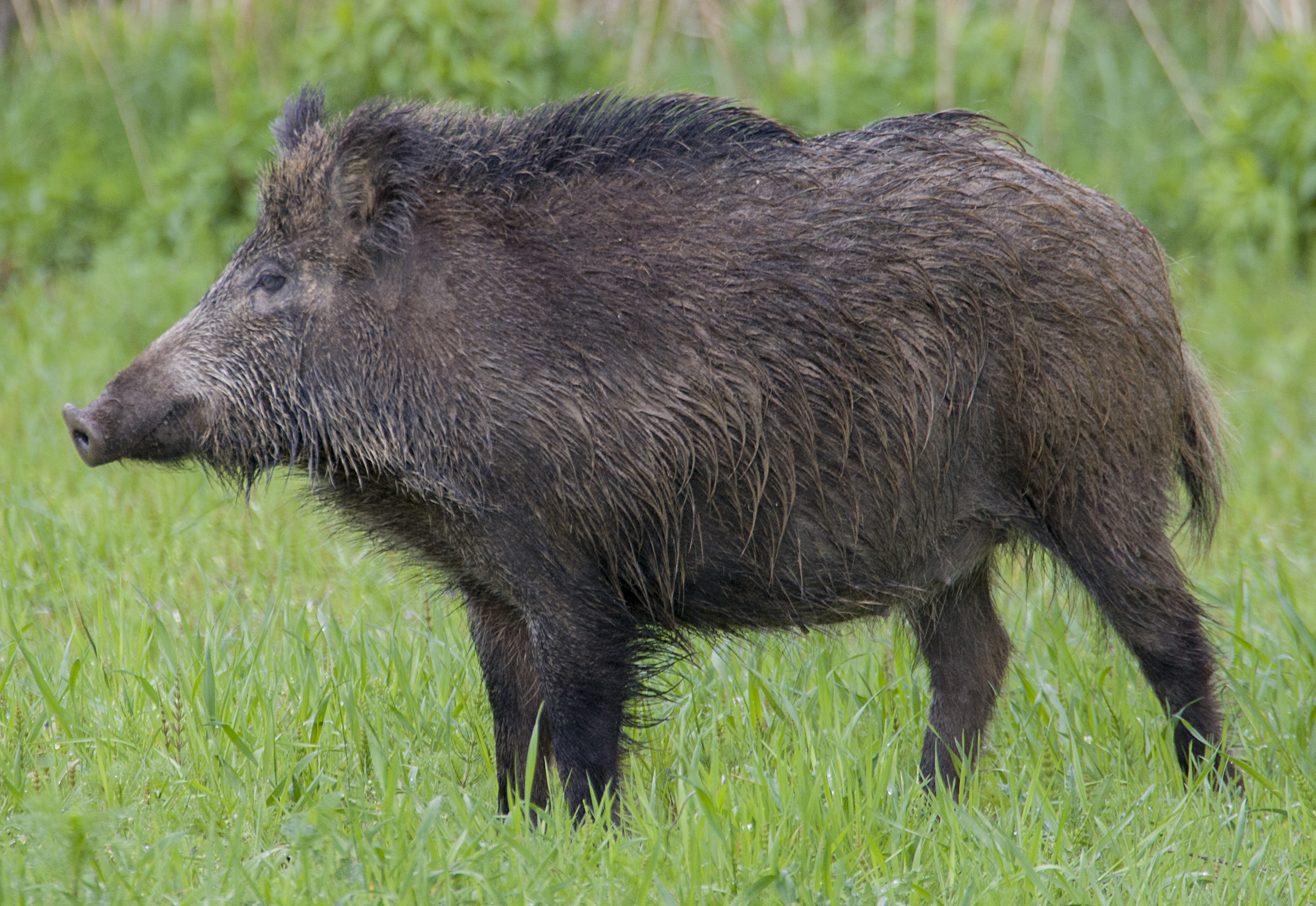
Dzik

Szkody łowieckie – szkody gospodarcze wyrządzone przez dziko żyjącą zwierzynę. Są to zniszczenia w uprawach i płodach rolnych spowodowane przez zwierzynę łowną lub powstałe w czasie polowania.

## Odpowiedzialność za szkodę

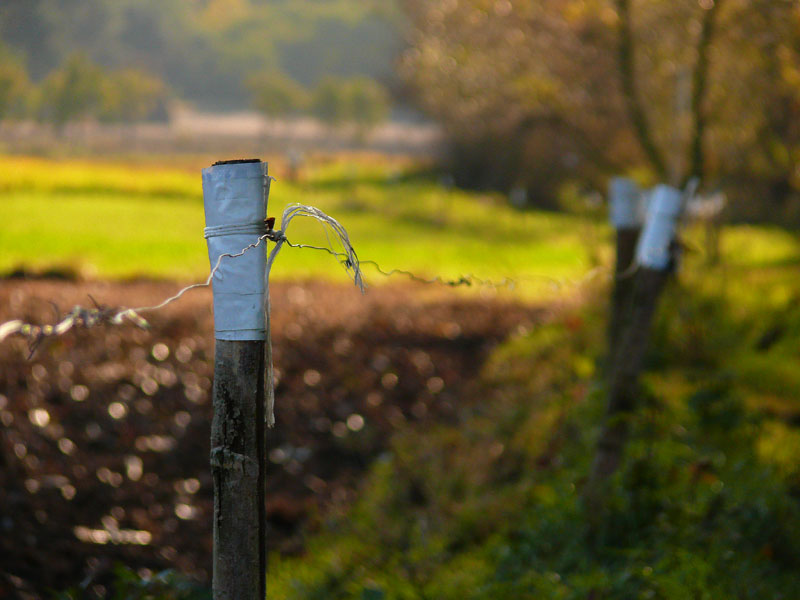
Elektryczny pastuch

Odpowiedzialność za szkodę łowiecką spoczywa na zarządcy lub dzierżawcy obwodu łowieckiego (w praktyce na kole łowieckim), Skarbie Państwa (zarządzie województwa, dyrekcji parku narodowego lub nadzorze rezerwatu) lub Lasach Państwowych (nadleśnictwie).

### Koło łowieckie

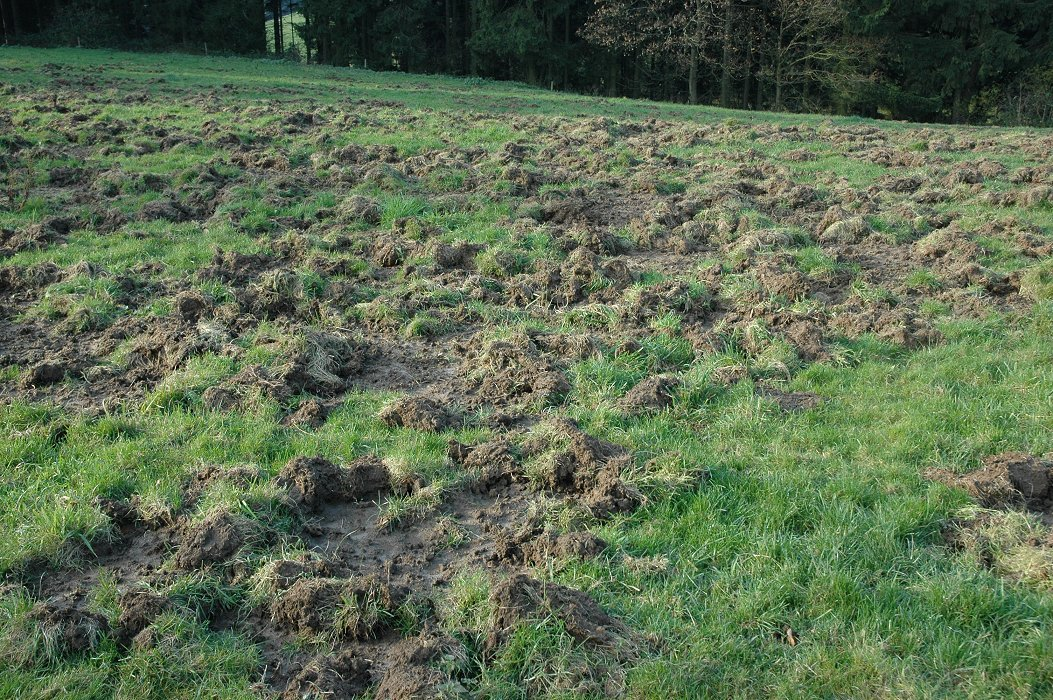
Szkody wyrządzone przez dziki

Jeśli szkoda została wyrządzona w uprawie lub płodach rolnych przez dziki, łosie, jelenie, daniele i sarny oraz w toku polowania, wówczas oszacowania szkody i wypłaty należnego odszkodowania dokonuje przedstawiciel koła łowieckiego, które zarządza lub dzierżawi obwód łowiecki, na terenie którego doszło do szkody. Na żądanie koła lub poszkodowanego w oględzinach miejsca szkody udział może wziąć także przedstawiciel miejscowej izby rolniczej. W razie sporu mediować może także organ gminy. Ustawa Prawo łowieckie zobowiązuje właścicieli i posiadaczy gruntów rolnych do współpracy z kołami łowieckimi w zabezpieczaniu tych gruntów przed niepożądaną ingerencją zwierzyny. Najpopularniejszym sposobem zabezpieczania upraw jest elektryczny pastuch.

### Skarb Państwa
Jeśli szkoda powstała poza obszarem zarządzanym przez koło łowieckie – wówczas odpowiada Skarb Państwa (szkody szacuje urząd marszałkowski).
Jeśli szkodę w uprawach lub płodach rolnych wyrządzi zwierzę łowne objęte całoroczną ochroną, wówczas odpowiedzialność spada na Skarb Państwa (na terenie leśnym szkodę szacuje nadleśnictwo, na pozostałych – właściwe komórki urzędu marszałkowskiego). Na podstawie obowiązującego rozporządzenia ministra środowiska jedynym zwierzęciem w Polsce o takim statusie jest łoś.
Zgodnie z ustawą z dnia 16 kwietnia 2004 r. o ochronie przyrody Skarb Państwa odpowiada ponadto za szkody:
- w pogłowiu zwierząt gospodarskich (wyrządzone przez wilki lub rysie);
- w gospodarstwie rolnym, leśnym lub rybackim (bobry);
- w uprawach, płodach rolnych lub w gospodarstwie leśnym (żubry);
- oraz w pasiekach, w pogłowiu zwierząt gospodarskich i uprawach rolnych (niedźwiedzie).

## Szacowanie szkód
Szczegółową procedurę zgłoszenia, szacowania i wypłaty odszkodowania za szkodę łowiecką określa rozporządzenie ministra środowiska z dnia 8 marca 2010 r. w sprawie sposobu postępowania przy szacowaniu szkód oraz wypłat odszkodowań za szkody w uprawach i płodach rolnych.
Poszkodowany (właściciel lub posiadacz gruntu rolnego) zgłasza szkodę w ciągu 3 dni od powstania szkody (14 dni – w przypadku sadu). Wstępnego szacowania (oględzin) dokonuje w ciągu 7 dni od zgłoszenia przedstawiciel zarządcy obwodu łowieckiego po wcześniejszym powiadomieniu o terminie oględzin. Poszkodowany może w oględzinach brać udział osobiście lub przez pełnomocnika. Jego nieobecność nie wstrzymuje jednak szacowania. Z oględzin sporządza się protokół (jego wzór jest załączony do rozporządzenia). Po pierwszych oględzinach następuje ostateczne szacowanie także zakończone protokołem. jeśli szkoda się powiększa – możliwe jest ponowne oszacowanie. Podmiot odpowiedzialny wypłaca odszkodowanie w ciągu 30 dni od dnia sporządzenia ostatniego protokołu.

## Wyłączenie odpowiedzialności
Odszkodowanie nie przysługuje – zgodnie z ustawą Prawo łowieckie – w sześciu przypadkach (art. 48):
1. osobom, którym dany grunt przydzielono jako deputat rolny na gruncie leśnym
2. jeśli szkoda powstała w uprawach lub płodach, które nie zostały zebrane pomimo upłynięcia 14 dni od zakończenia okresu zbiorów danego gatunku roślin w danym regionie
3. jeśli posiadacz gruntu nie zgodził się na wcześniejsze zabezpieczenie upraw lub płodów
4. jeśli szkoda była nieznaczna (o wartości do 100 kg żyta z 1 ha)
5. jeśli płody były składowanie bezpośrednio przy lesie
6. jeśli uprawa rażąco naruszała zasady agrotechniki.